# Eugenia conchalensis
Eugenia conchalensis är en myrtenväxtart som beskrevs av Carlos Maria Diego Enrique Legrand och Joáo Rodrigues de Mattos. Eugenia conchalensis ingår i släktet Eugenia och familjen myrtenväxter. Inga underarter finns listade i Catalogue of Life.